# وحوش بلا وطن
وحوش بلا وطن (بالإنجليزية: Beasts of No Nation)‏ هو فيلم دراما تم إنتاجه في الولايات المتحدة وصدر في سنة 2015. الفيلم من إخراج كارى جوجى فوكوناجا من بطولة إدريس إلبا وريتشارد بيبلى واما ابيبريسى وابراهام اتاه. تم اختيار الفيلم للعرض في قسم الأفلام المميزة في مهرجان تورنتو للأفلام عام 2015 عرض الفيلم في دور السينما في 16 أكتوبر 2015.

## القصة
يدور حول طفل يتم تجنيده في حرب أهلية في بلد أفريقى، لم يكشف عن اسمه.

## الميزانية والإيرادات
بلغت تكلفة إنتاج الفيلم حوالي 6 ملايين دولار.

## وصلات خارجية
- وحوش بلا وطن على موقع IMDb (الإنجليزية)
- وحوش بلا وطن على موقع ميتاكريتيك (الإنجليزية)
- وحوش بلا وطن على موقع روتن توميتوز (الإنجليزية)
- وحوش بلا وطن على موقع نتفليكس (الإنجليزية)
- وحوش بلا وطن على موقع قاعدة بيانات الأفلام العربية
- وحوش بلا وطن على موقع ألو سيني (الفرنسية)
- وحوش بلا وطن على موقع أول موفي (الإنجليزية)
- وحوش بلا وطن على موقع بوكس أوفيس موجو (الإنجليزية)
- وحوش بلا وطن على موقع فيلمافينيتي (الإسبانية)
- وحوش بلا وطن على موقع قاعدة بيانات الفيلم (الإنجليزية)